# Ейвбері
Ейвбері (англ. Avebury) — належить до епох пізнього неоліту і ранньої бронзи культовий об'єкт, що складається з мегалітичних гробниць і святилищ. Знаходиться в графстві Вілтшир, в Англії, отримав свою назву від найближчого села.

## Опис
За оцінкою археологів, комплекс був створений і інтенсивно використовувався в період з 2100 року до н. е. по 1650 до н. е. Складається з величезного кромлеха площею в 11,5 гектара і діаметром понад 350 метрів, оточеного ровом і валом, з розташованими вздовж його внутрішньої кромки приблизно 100 кам'яними стовпами, кожен вагою до 50 тонн. Мав 3 входи. Усередині великого кромлеха розташовані 2 менших, діаметром близько 108 метрів. На південь від цього комплексу веде алея менгірів завдовжки 2,3 кілометра до кромлеха Овертон-Гілл, що складається з двох концентричних кіл. Поблизу комплексу Ейвбері знаходяться мегалітичні гробниці і довгі земляні кургани.
Споруди Ейвбері вчені пов'язують з культурою дзвоноподібних кубків.
У безпосередній близькості від Ейвбері проходить доісторична Ріджуейська дорога.
З мегалітів Ейвбері пов'язаний переказ про перукаря з Ейвбері, нібито загиблого в 14 столітті при спробі знищити язичницький пам'ятник. Під час розкопок в XX столітті під поваленим менгіром дійсно були виявлені останки людини разом з перукарними та медичними інструментами, проте без слідів травматичної смерті.

## Фільми
- "Геніальна геометрія. Сліди таємничих предків "(англ. Genius and Geometry. Traces of Our Enigmatic Ancestors) — документальний фільм, знятий Роналдом Вауганом в 2010 р.